# Leneu
Leneu, en llatí Lenaeus nascut a Atenes, era llibert de Gneu Pompeu Magne, per això de vegades és anomenat Pompeu Leneu. Tenia bons coneixement d'història natural i parlava diverses llengües. Pompeu li va donar la manumissió. Va acompanyar al seu patró en quasi totes les seves expedicions i va traduir al llatí l'obra de Mitridates VI Eupator sobre peixos. A la mort de Pompeu va dirigir una escola a Roma a les Carines, prop del temple de Tellus, al districte on Pompeu havia viscut. Va escriure una sàtira contra Sal·lusti que havia criticat en Pompeu. El mencionen Plini i Suetoni.